# Jourhavande medmänniska
Jourhavande medmänniska är en svensk samtalsjour som drivs av en ideell förening startad 1970 av läkaren Verner Westberg och hans hustru Margit.
Målet med Jourhavande medmänniska är att vara ett stöd till behövande, kvälls- och nattetid. Stödet består av samtal och chatt. Behovet är för personer i ensamhet, psykisk ohälsa, i livskris med mera. Stödet ges av frivilligt utbildade medmänniskor, volontärer. Alla konversationer är anonyma. Volontärernas uppgift är att svara i telefon och lyssna, bekräfta och inge hopp. Samt respektera alla som ringer oavsett politisk åsikt, sexuell läggning eller värdegrund. En stor andel av de som ringer är äldre personer, men sedan föreningen även startade en chatt är det allt fler unga som kontaktar jouren.
För att nå målet bedrivs det utbildning. Dels genomgår nyrekryterade volontärutbildning och två studiedagar per år för befintliga medlemmar.
Under 2019 ringdes 100 000 samtal till hjälplinjen. Behovet är dock större än resurserna och 2016 uppgavs det att Jourhavande medmänniska endast kunde besvara ungefär en tiondel av alla samtal.

## Bakgrund
Under 1960- och 70-talet arbetade läkaren och gynekologen Verner Westberg på en läkarmottagning. Hans hustru Margit Westberg som arbetade i receptionen och märkte att många som ringde till mottagningen främst ville tala med en medmänniska, inte med en medicinsk specialist. Tillsammans startade de därför 1970 Jourhavande medmänniska.